# Cantó de Suire
El cantó de Suire és un cantó francès del departament del Puèi Domat, situat al districte de Suire. Té 8 municipis i el cap és Suire.

## Municipis
- Aulhat-Saint-Privat
- Bergonne
- Le Broc
- Coudes
- Flat
- Suire
- Meilhaud
- Montpeyroux
- Orbeil
- Pardines
- Perrier
- Saint-Babel
- Saint-Yvoine
- Sauvagnat-Sainte-Marthe
- Solignat
- Vodable

## Història
| Data d'elecció                           | Identitat         | Partit                    | Qualitat |
| ---------------------------------------- | ----------------- | ------------------------- | -------- |
| 1945-1961                                | Roger Fournier    |                           |          |
| 1961-1967                                | Antonin Gaillard  | radical                   |          |
| 1967-1973                                | Jean Grolier      | RI, després UDF           |          |
| 1973-1992                                | Jacques Lavédrine | PS                        |          |
| 1992-2004                                | Pierre Pascallon  | RPR, després UMP          |          |
| 2004-                                    | Robert Chabaud    | PS, després Divers gauche |          |
| les dades anteriors no són pas conegudes |                   |                           |          |
|                                          |                   |                           |          |

## Demografia
| 1962   | 1968   | 1975   | 1982   | 1990   | 1999   | 2007   |
| ------ | ------ | ------ | ------ | ------ | ------ | ------ |
| 15.906 | 17.758 | 19.541 | 20.096 | 20.213 | 20.736 | 21.982 |